# 喬治·希肯盧珀
喬治·希肯盧珀（英語：George Hickenlooper，1963年5月25日—2010年10月29日），美國敘事片和紀錄片導演，現任（第42任）科羅拉多州州長約翰·希肯盧珀的堂弟。

## 生平
喬治·希肯盧珀出身自密蘇里州聖路易斯，其後在聖路易斯大學高中就讀，當時他與其他少年製片人一起活動，並稱呼這個團體為「Splicers」。自1986年在耶魯大學歷史與電影研究學系畢業後，喬治跟隨製作人羅傑·科爾曼做實習，不久他開展其導演生涯，並於1988年首次執導電視紀錄片《藝術、表演、與自殺主持人：丹尼斯·霍珀》。
1991年，喬治執導其首部長編紀錄片《黑暗的心靈：一個電影製作人的啟示錄》。這部專門紀錄電影《現代啟示錄》製作過程的紀錄片獲得了幾項獎項，包括國家評論協會獎的「最佳紀錄片」獎、美國剪輯工會艾迪獎的「最佳剪輯紀錄片」獎、兩項電視藝術科學學院獎：「傑出個人成就：資訊節目－導演」獎和「傑出個人成就：資訊節目－圖像編輯」獎、以及國際紀錄片協會獎。此外，他本人亦曾獲得艾美獎一項指導獎項。
喬治其他作品還包括《極樂男人幫》、《音樂教父》、《工廠女孩》等。喬治的堂兄約翰，在2010年擔任丹佛市長時，曾經在喬治執導的電影《政客傑克》中作客串演出，他飾演一位參議員。
除了執導電影之外，喬治還於1991年著有《Reel Conversations》一書。

## 逝世
喬治於2010年10月29日在睡夢中離世，終年47歲。儘管最初的報導說喬治因心臟病離世，但死因裁判官裁定他因意外地過量服用止痛藥，同時以羥二氫嗎啡酮混合酒精服用致死。睡眠窒息症和「適度心臟擴大」（moderately enlarged heart）是致死的促成因素。據悉喬治為出席丹佛電影節，並為《政客傑克》出席首映禮而前往丹佛。此外他在去世前一晚，仍為堂兄約翰就競逐科羅拉多州州長而助選。《政客傑克》主演凱文·斯貝西在獲悉喬治的死訊之後感到震驚和悲痛。喬治去世後，遺下了妻子蘇珊、兒子查理、弟弟以及其父母。

## 作品列表
- 1988年：《藝術、表演、與自殺主持人：丹尼斯·霍珀》（Art, Acting, and the Suicide Chair: Dennis Hopper）
- 1991年：《黑暗的心靈：一個電影製作人的啟示錄》（Hearts of Darkness: A Filmmaker's Apocalypse）
- 1991年：《Picture This: The Times of Peter Bogdanovich in Archer City, Texas》
- 1993年：《鬼大隊》（Ghost Brigade）
- 1994年：《刀鋒的傳說》（Some Folks Call it a Sling Blade）
- 1995年：《底層生活》（The Low Life）
- 1996年：《陌客》（Persons Unknown）
- 1997年：《狗鎮》（Dogtown）
- 1997年：《大銅鈴》（The Big Brass Ring）
- 1997年：《蒙特·海爾曼：美國大導演》（Monte Hellman: American Auteur）
- 1999年：《大銅鈴》（The Big Brass Ring）
- 2001年：《極樂男人幫》（The Man From Elysian Fields）
- 2001年：《米克·賈格爾傳》（Being Mick）
- 2003年：《音樂教父》（Mayor of the Sunset Strip）
- 2005年：《糾纏三角戀》（Bizarre Love Triangle）
- 2006年：《工廠女孩》（Factory Girl）
- 2008年：《無言以對》（Speechless）
- 2009年：《Out in the City》
- 2009年：《「希克」鎮》（'Hick' Town）
- 2010年：《政客傑克》（Casino Jack）